# Трагедія під час хаджу 2024 року
З 16 червня 2024 року щонайменше 1301 людини під час паломництва в Мекку загинули через сильну спеку, коли температура перевищувала 50 градусів. Найспекотніша зареєстрована температура у Священній Мечеті Мекки становила 51,8 градуса. Протягом 16 червня було зареєстровано щонайменше 2764 випадки захворювань, пов'язаних зі спекою. Одна людина загинула внаслідок незначного зіткнення натовпу.
Хадж 2024 року зібрав 1,8 мільйона паломників. Серед загиблих щонайменше 600 були єгипетськими паломниками. Йорданські дипломати заявили, що 60 йорданців також померли від сильної спеки. Міністерство закордонних справ Тунісу повідомило, що щонайменше 35 туніських паломників загинули під час «різкого підвищення температури». Індонезія повідомила про 144 смерті індонезійців, принаймні три з яких сталися через тепловий удар. Повідомляється про загибель тринадцяти паломників з регіону Курдистан в Іраку, причому спека, як стверджується, була «однією з головних причин». П'ять жінок-паломниць з території Джамму і Кашмір в Індії померли від теплового удару на горі Арафат і в Муздаліфі. Також повідомляється по загибель паломників Ірану, Сенегалу та Індії, частково через погодні умови.
Єгипетський дипломат заявив, що велика кількість паломників здійснили хадж без реєстрації, тому що вони не могли дозволити собі офіційні процедури, і це могло збільшити кількість жертв єгиптян і травм у цілому через сильну спеку. Причини трагедії полягали в тому, що люди не мали доступу до приміщень з кондиціонером або офіційних станцій харчування чи води, що призводило до тривалих періодів зневоднення. Дипломат також заявив, що масовий наплив незареєстрованих паломників, ймовірно, переповнив наявні приміщення, спричинивши безлад у розподілі їжі, води та медичних послуг.
19 червня кількість загиблих зросла до 922 осіб, серед них 600 єгиптян.